# باول فريمان
باول فريمان (بالإنجليزية: Paul Freeman)‏ هو موزع أمريكي، ولد في 2 يناير 1936 في ريتشموند في الولايات المتحدة، وتوفي في 21 يوليو 2015.

## وصلات خارجية
- باول فريمان على موقع ميوزك برينز (الإنجليزية)
- باول فريمان على موقع أول ميوزيك (الإنجليزية)
- باول فريمان على موقع ديسكوغز (الإنجليزية)